# Peugeot 308 II
| Sterne im Euro NCAP-Crashtest |

Der Peugeot 308 II (interne Bezeichnung T9) ist ein Pkw-Modell der Kompaktklasse von Peugeot, das auf der Internationalen Automobil-Ausstellung 2013 in Frankfurt vorgestellt wurde und am 21. September 2013 auf den Markt gekommen ist. Der 308 wurde im Peugeot-Werk Sochaux produziert. Im Dongfeng Peugeot-Citroën-Werk in Wuhan wurde der 308 für die asiatischen Märkte gefertigt. Neben dem Schrägheck-Modell wurde der 308 dort auch als Limousine gebaut. Mit dem DS 4S bot DS Automobiles außerdem ausschließlich in China ein auf dem 308 basierendes Modell an. Im März 2021 wurde der 308 III vorgestellt, der den 308 II im Herbst desselben Jahres abgelöst hat.

## Namensgebung
Nach dem Peugeot 301 (2012) ist dies der zweite Peugeot, bei dem eine Nummer wiederverwendet wird, und der erste, der dieselbe Bezeichnung trägt wie der Vorgänger. Dies folgt der neuen Nomenklatur, bei der die Standardmodelle nur noch auf „1“ bzw. „8“ enden.

## Karosserie
Der 308 II wurde im September 2013 als fünftüriger Kompaktwagen präsentiert. Eine dreitürige Variante wie beim Peugeot 308 I gibt es nicht mehr. Das Design stammt von dem deutschen Designer Thomas Röhm.
Zugunsten der Attraktivität der Karosserie wurde beim Design das Hauptaugenmerk nicht auf die Aerodynamik und damit auf einen möglichst geringen cw-Wert gelegt. Trotzdem hat der Peugeot 308 II einen cw-Wert von 0,28, statt 0,295 des Vorgängermodells.
Die Kombiversion 308 SW war ab Mai 2014 erhältlich.  Der SW ist 33 cm länger (4,58 m statt 4,25 m) und 125 kg schwerer (1.405 statt 1.280 kg) als der Kompaktwagen. Die Kombiversion 308 SW erhielt im Jahr 2014 den Red Dot Design Award best of the best.
In China wurde ab Oktober 2016 der 308 auch als Limousine verkauft. Mit einer Länge von 4,59 m ist die Limousine in etwa so lang wie die Kombiversion.

### Modellpflege 2017
2017 erfolgte ein Facelift; u. a. ist nun das Tagfahrlicht immer in LED-Technik ausgeführt, bei den Dieselvarianten kann AdBlue neben dem Tankstutzen nachgefüllt werden. Für stärkere Diesel wird eine Achtstufenautomatik, die mit der japanischen Firma Aisin entwickelt wurde, angeboten. Der 1,5-Liter-Turbodieselmotor mit 96 kW/130 PS ist eine Neuentwicklung: Details hier.

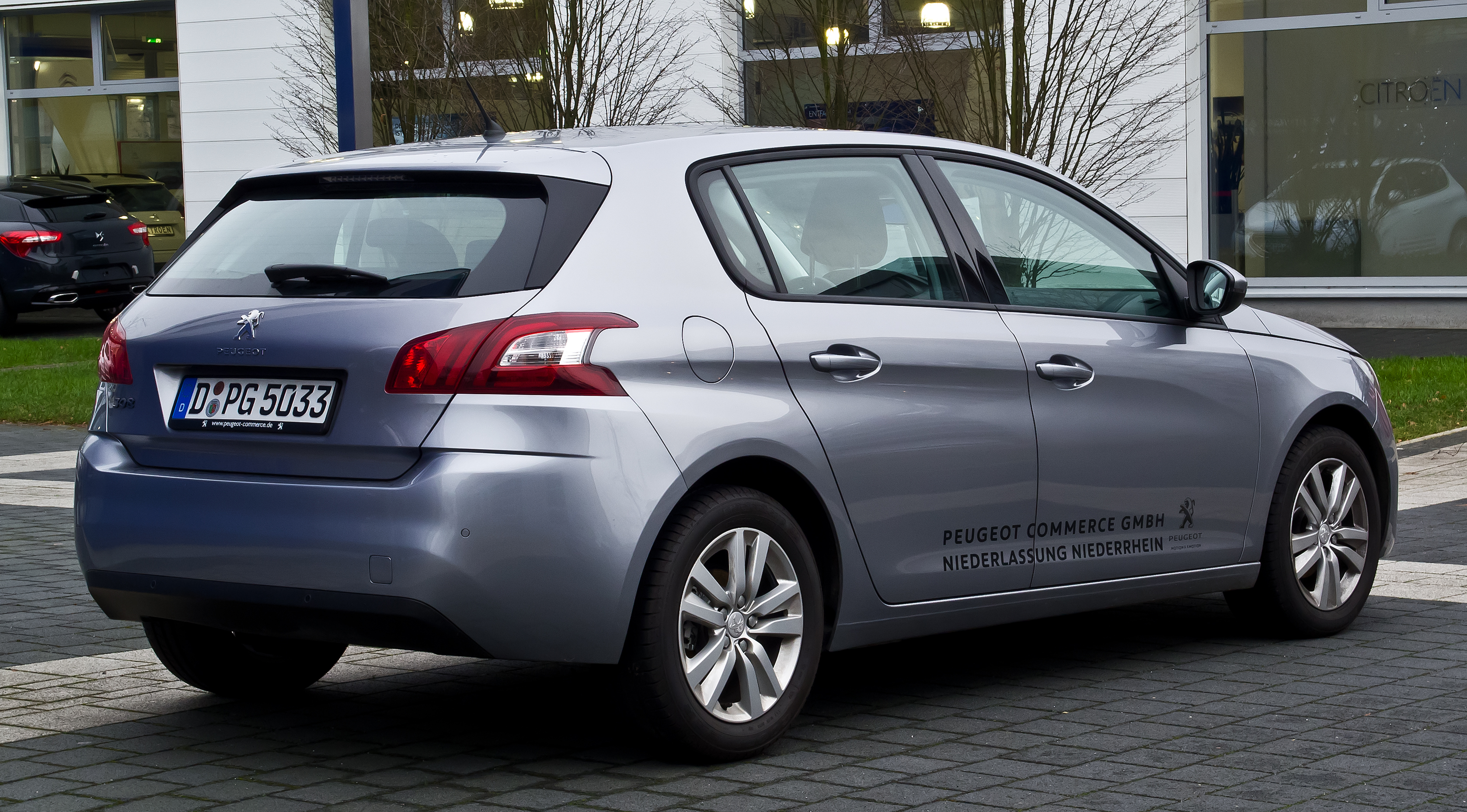
Heckansicht
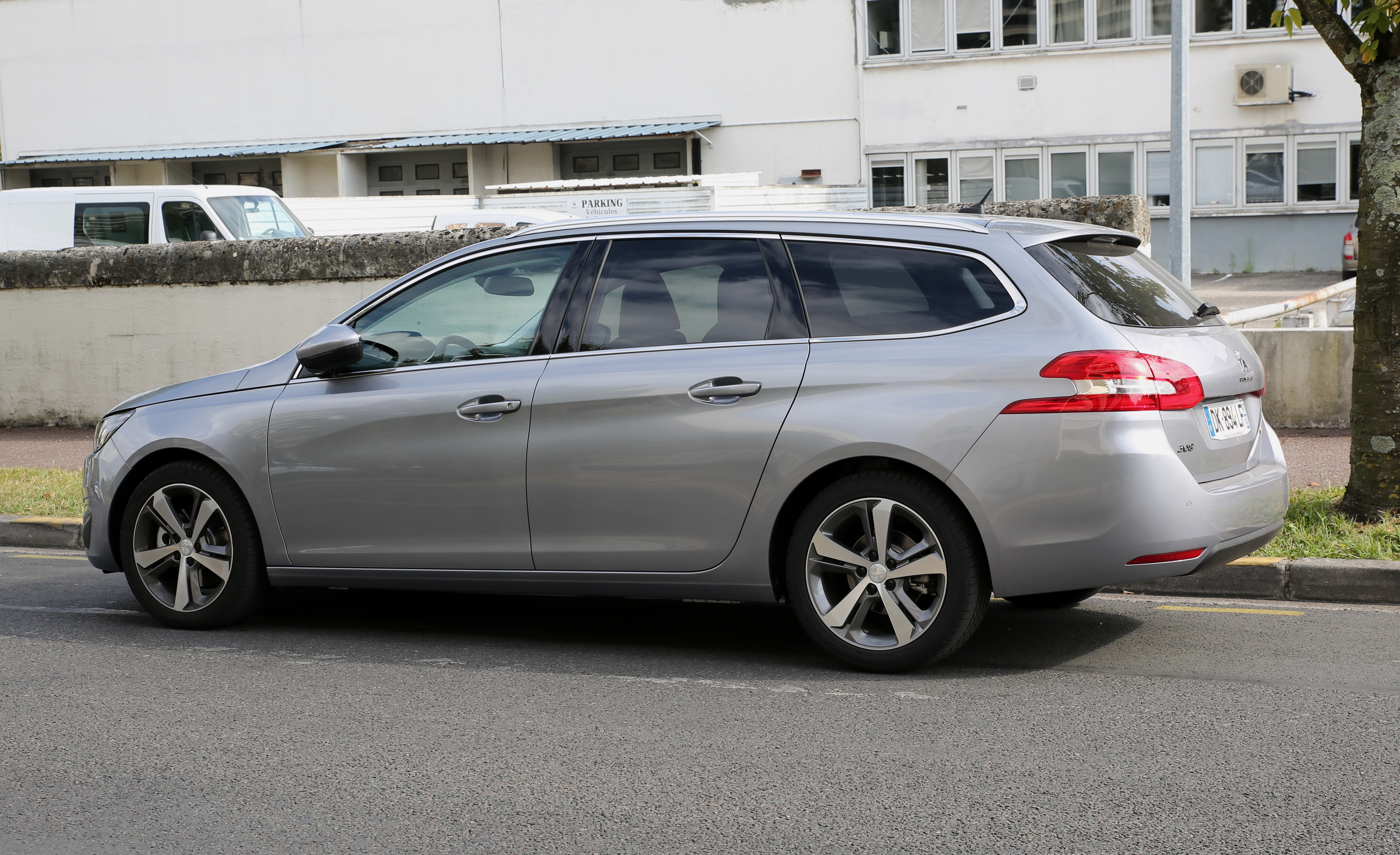
Peugeot 308 SW (2014–2017)
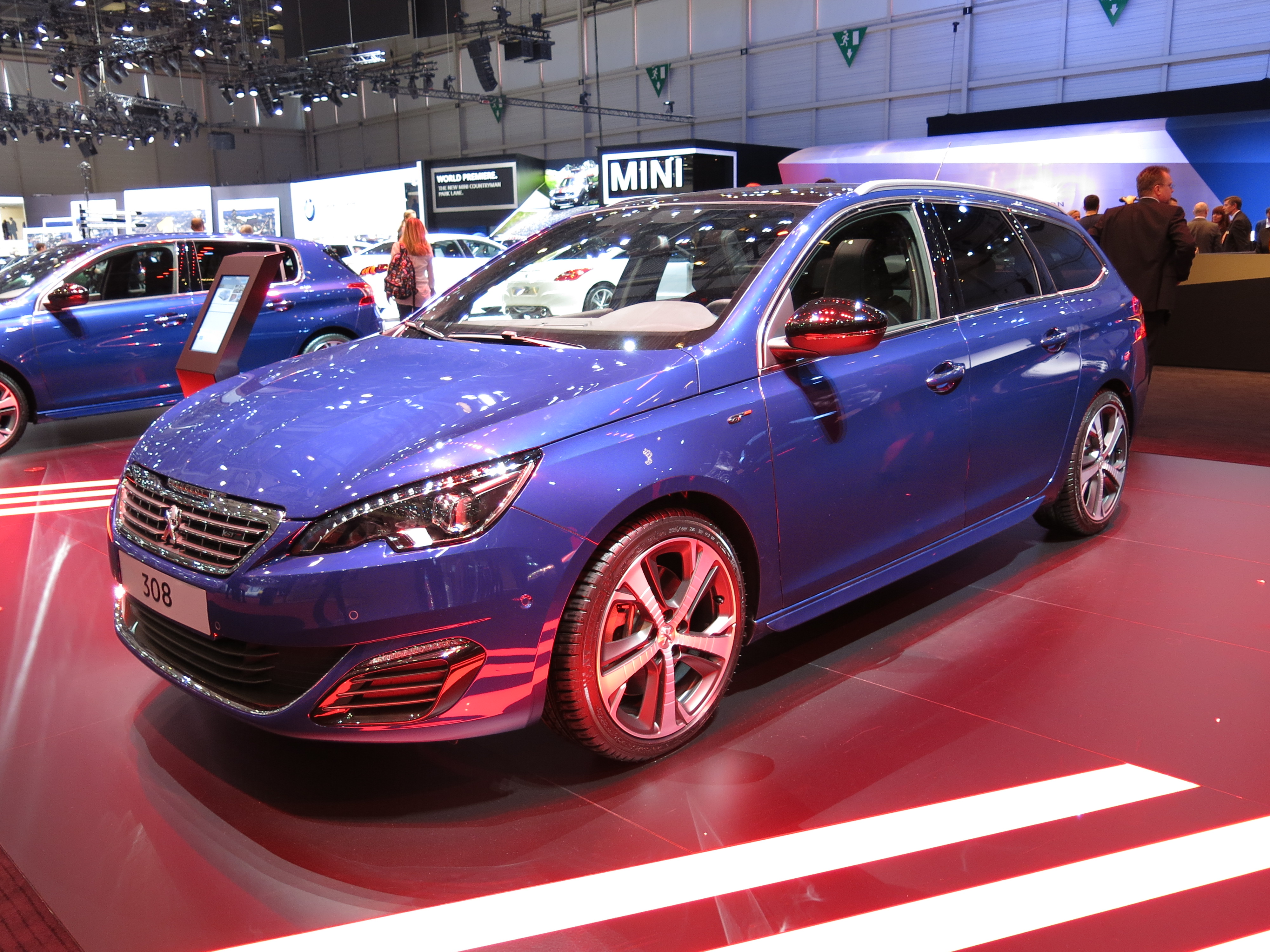
Peugeot 308 SW GT (2015–2017)
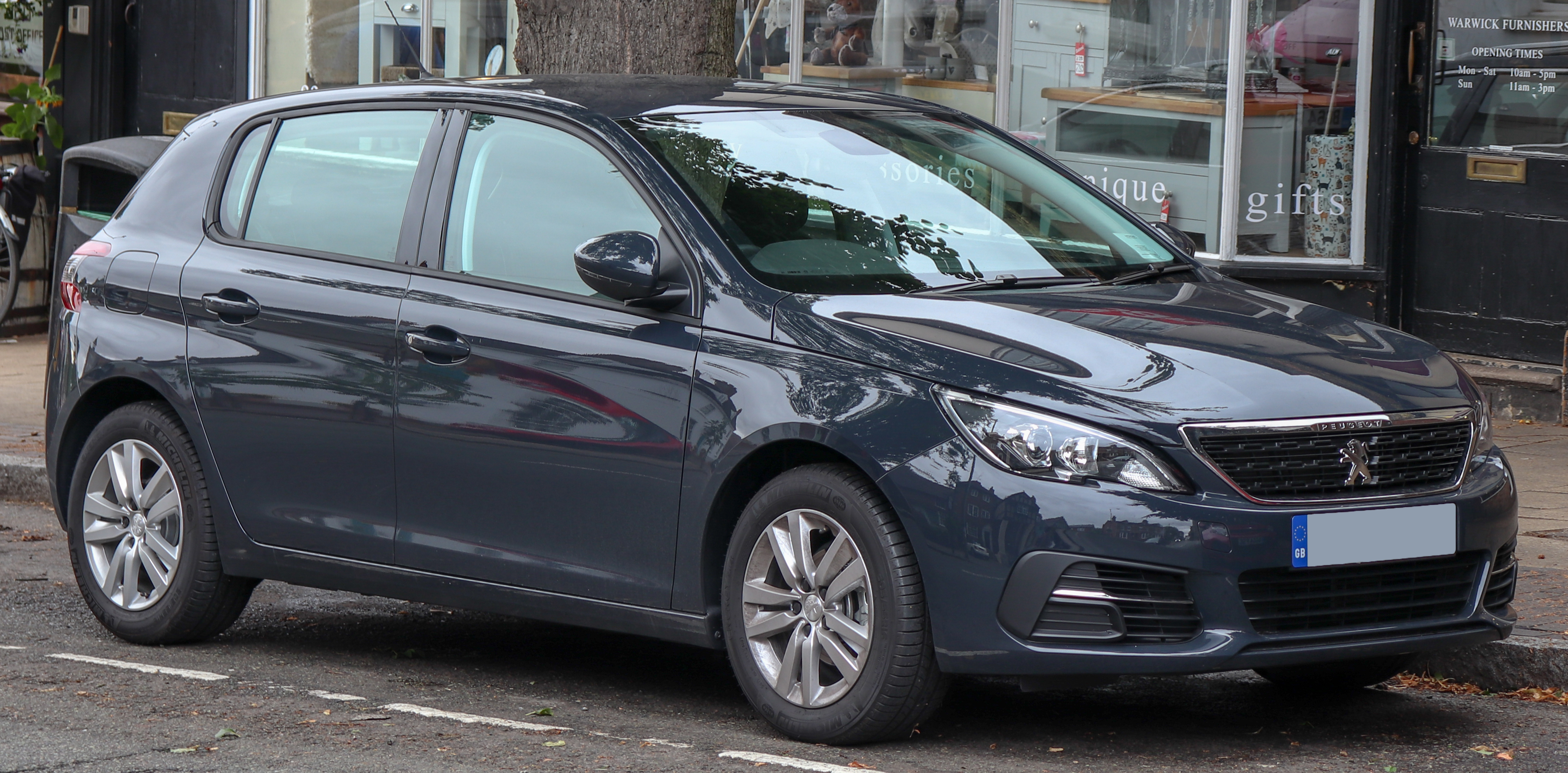
Peugeot 308 (2017–2021)
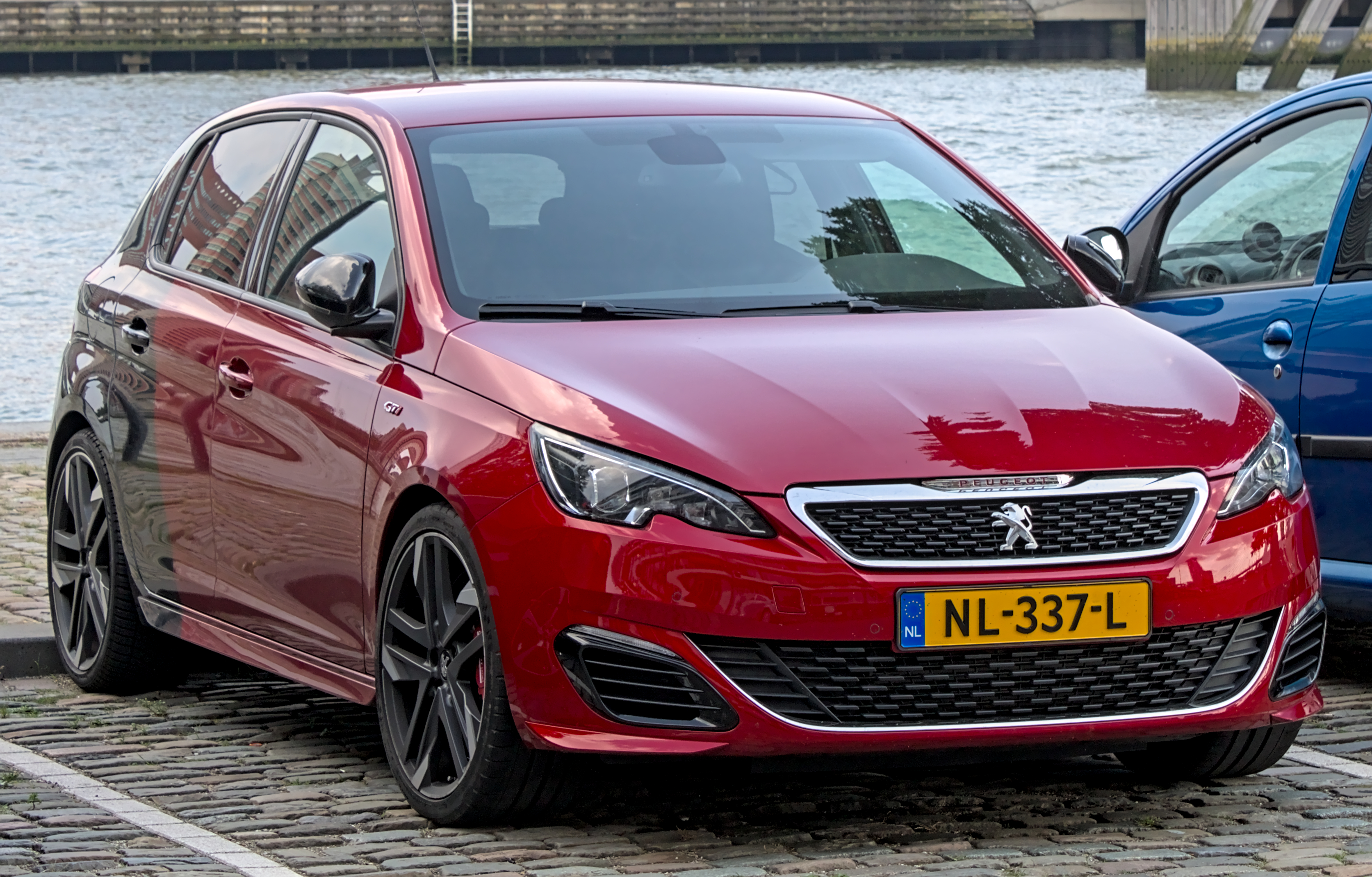
Peugeot 308 GTi (2015–2017)
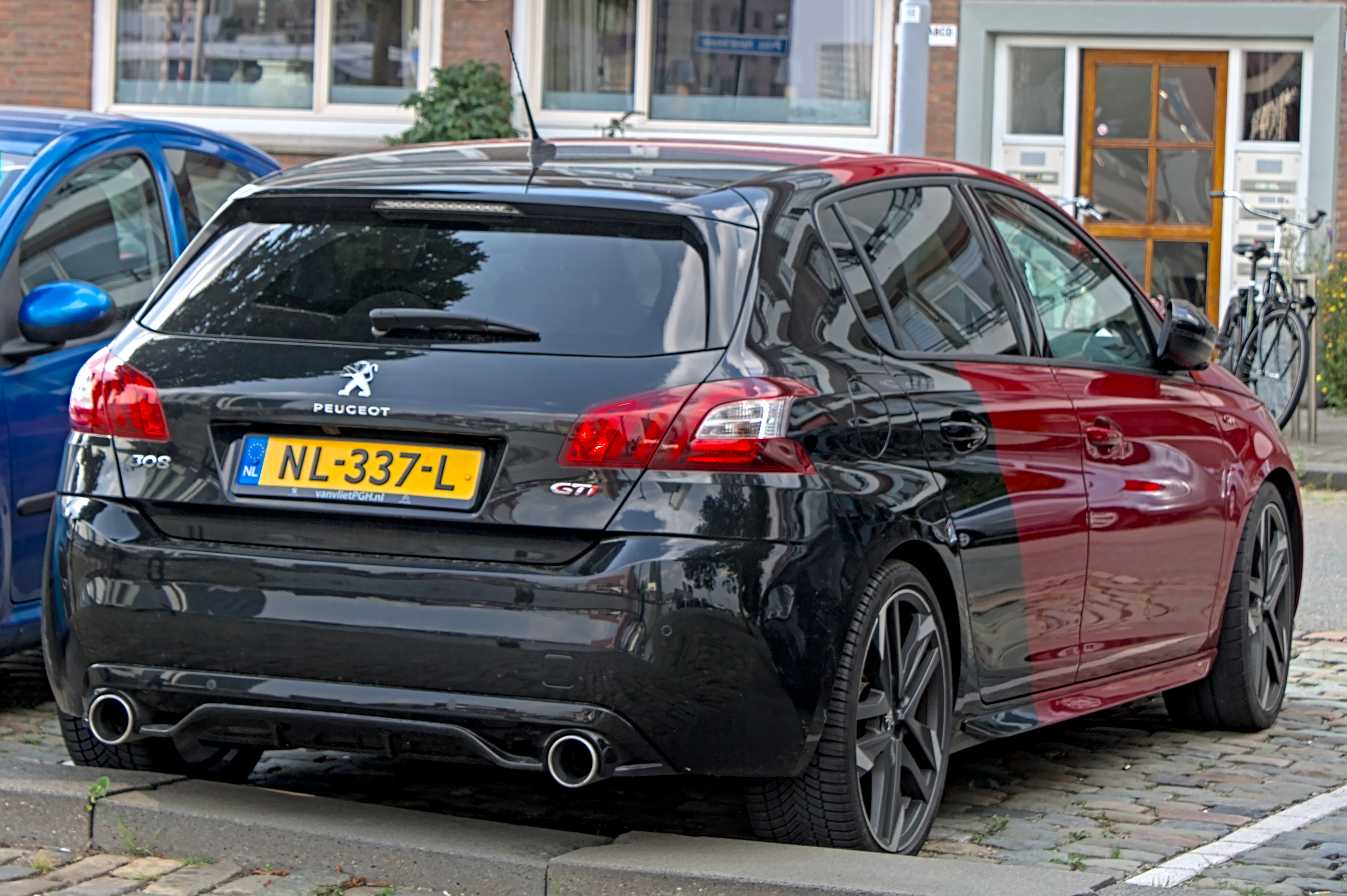
Heckansicht
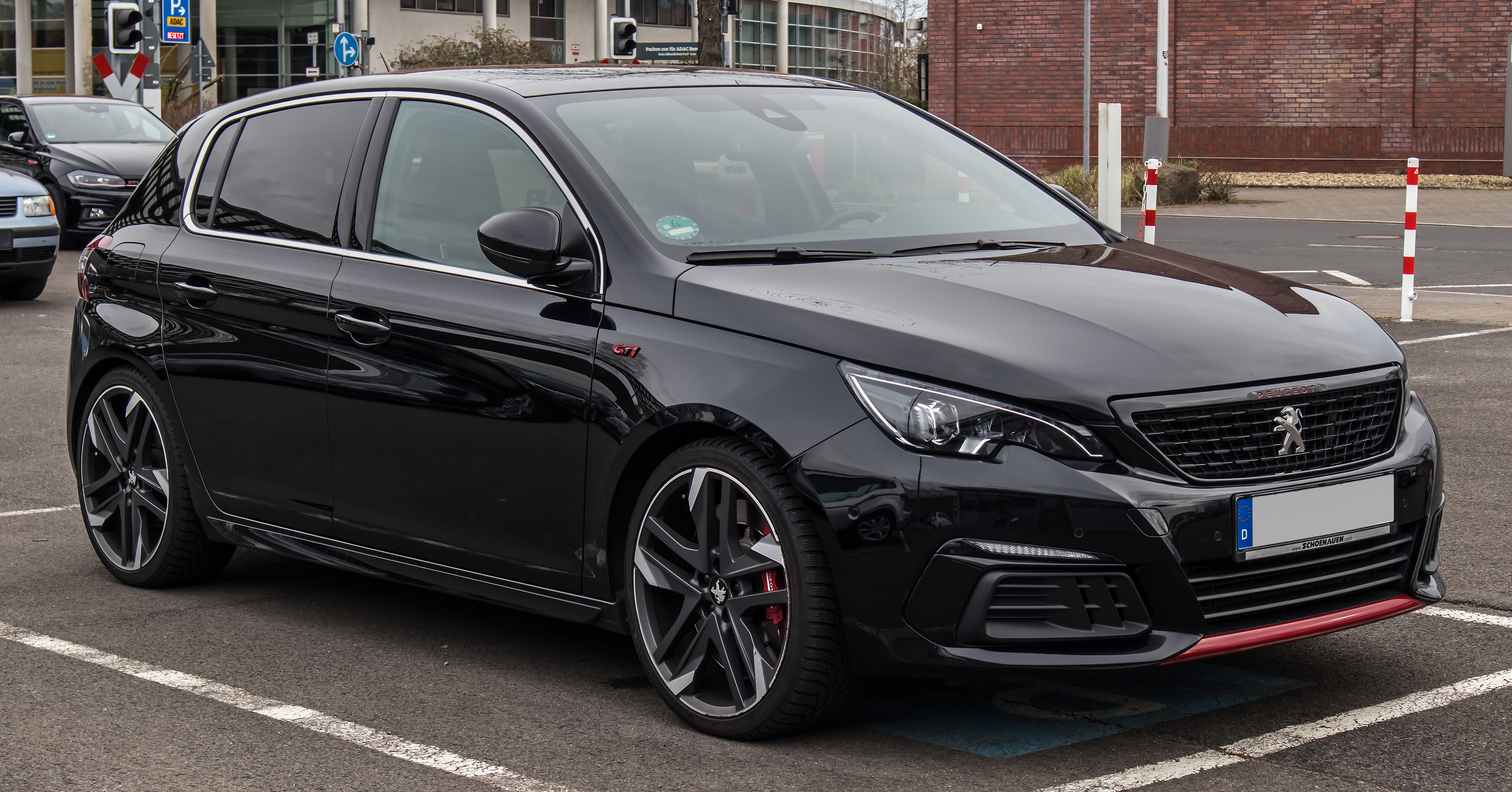
Peugeot 308 GTi (seit 2017)
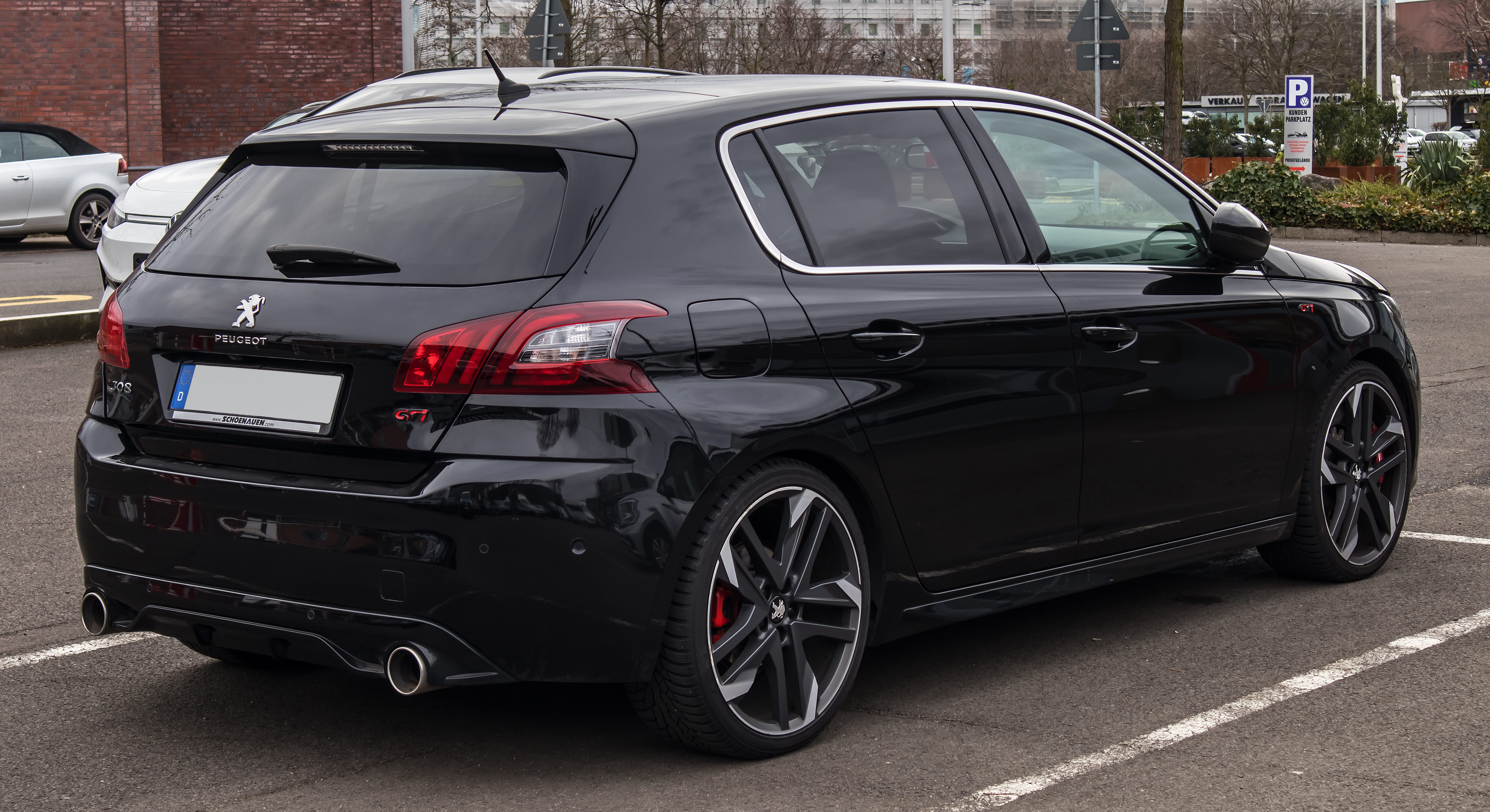
Heckansicht
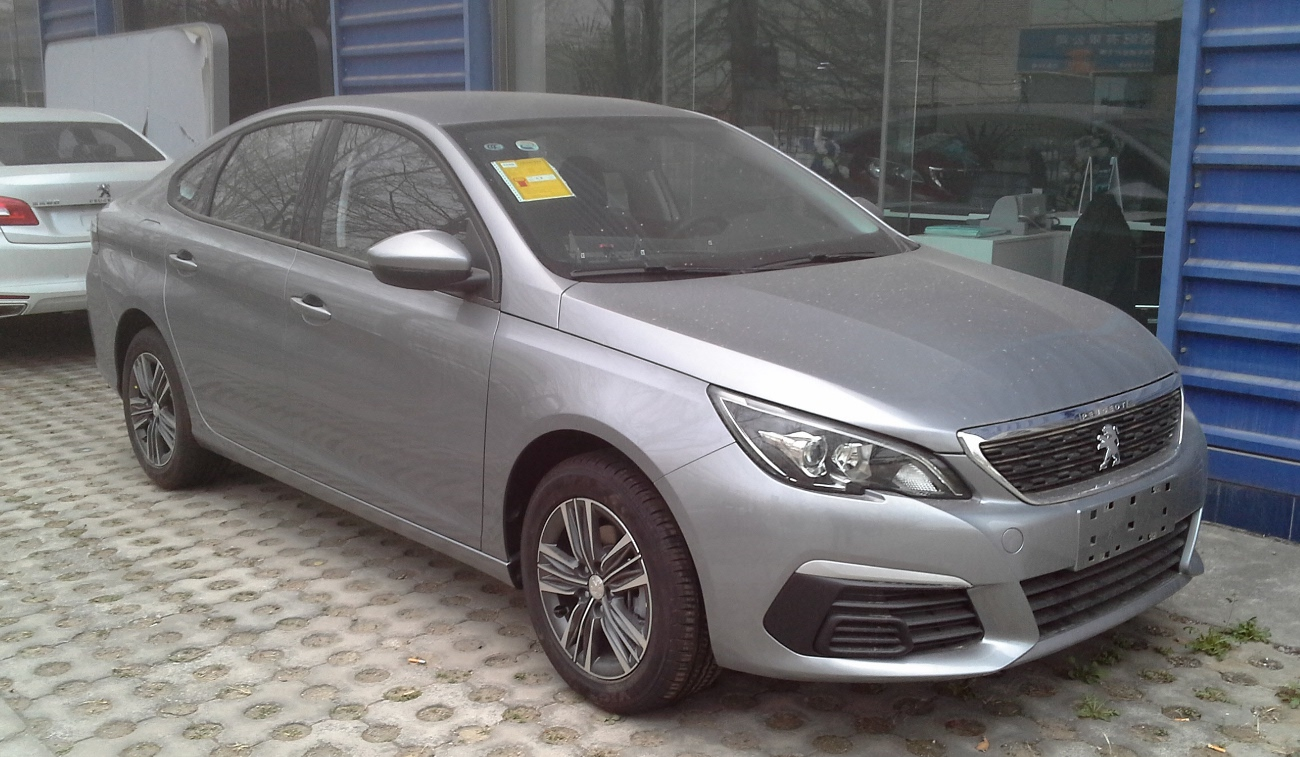
Peugeot 308 Sedan für China (2016–2021)
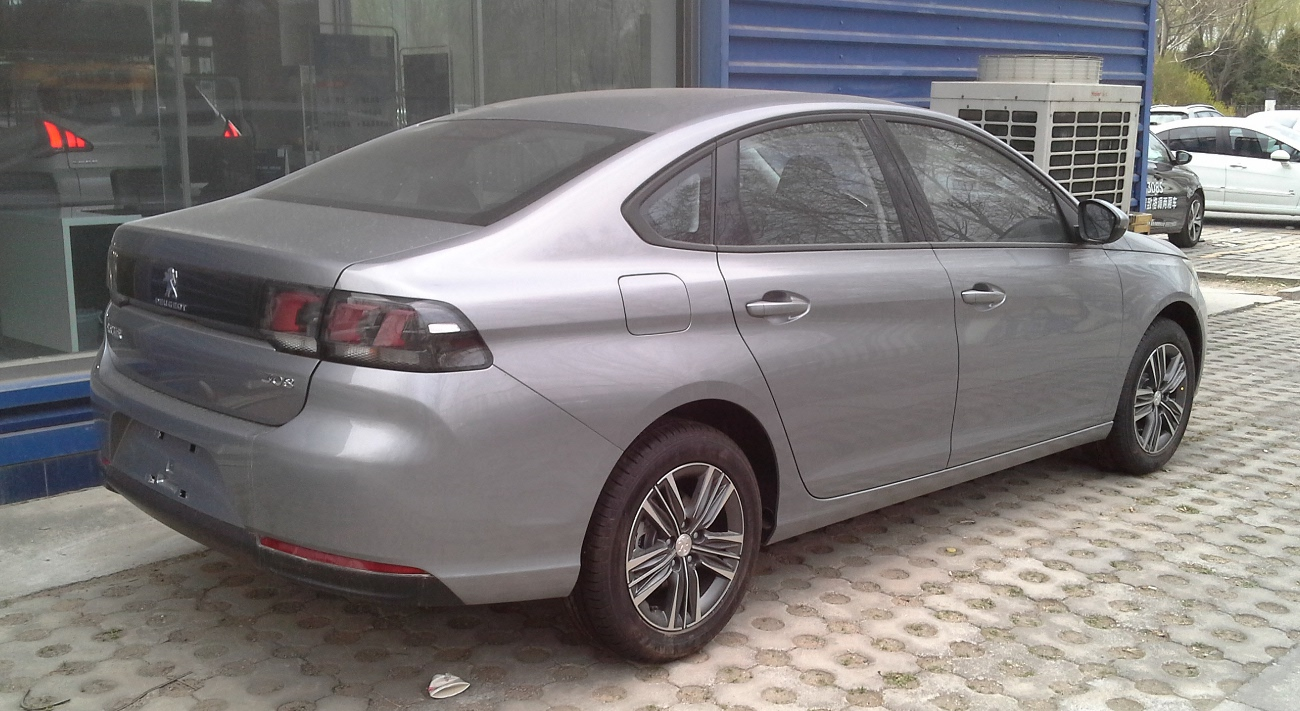
308 Sedan, Heckansicht
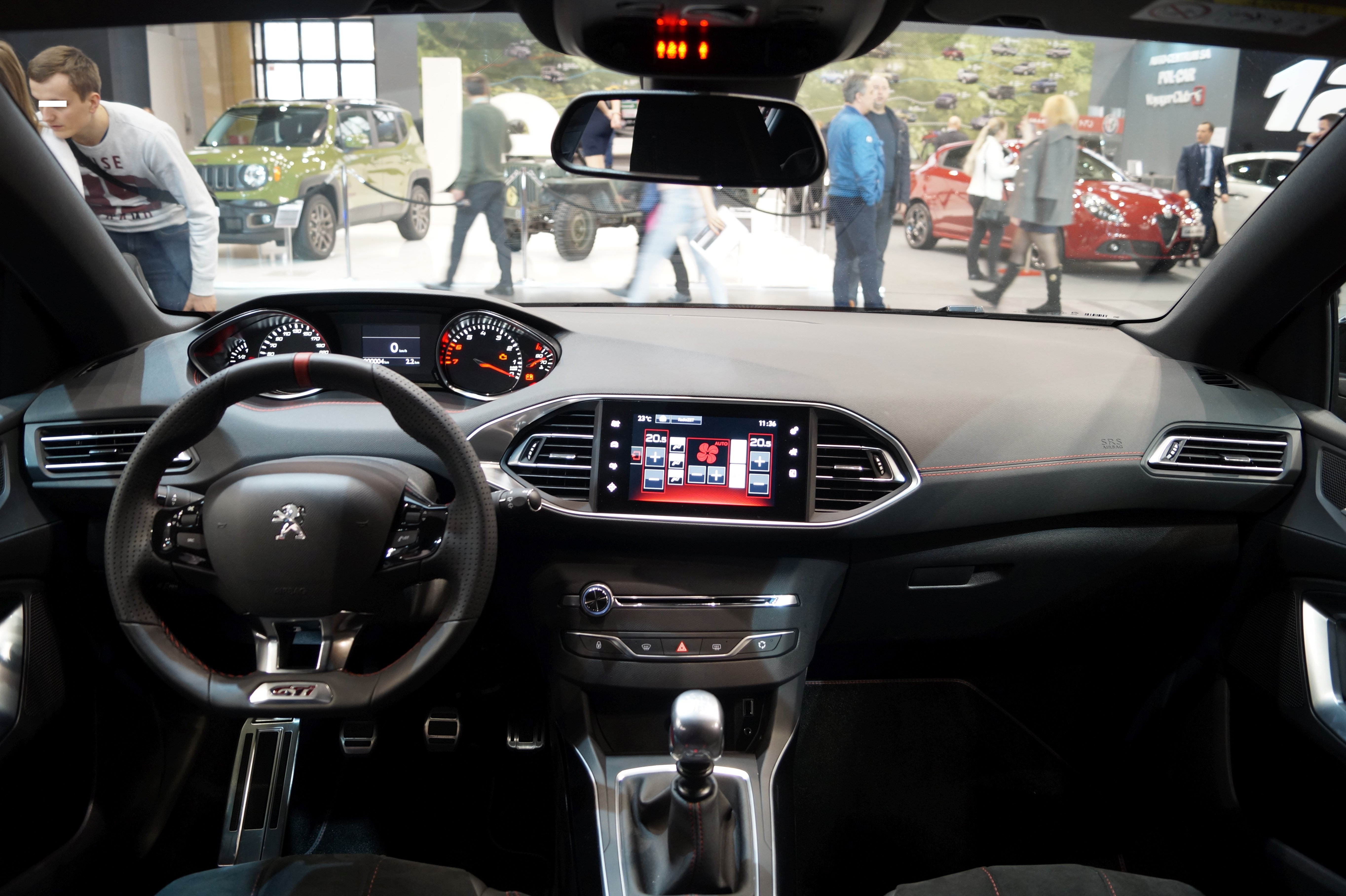
Instrumententafel (GTi-Version)

## Ausstattung
Das Lenkrad des 308 hat einen relativ kleinen Durchmesser und ist so tief montiert, dass die Armaturenbrett-Instrumente über dem Lenkrad sind.  Peugeot bezeichnet dieses Konzept als i-Cockpit.
Der 308 wird in vier Ausstattungslinien angeboten: Access, Active, Allure und GT. Zur Basisausstattung Access zählen u. a. ABS, ASR, ESP, ein Tempomat, sechs Airbags, eine Audioanlage sowie eine manuell bedienbare Klimaanlage. Zusätzlich dazu haben die Linien Active und Allure ein Lederlenkrad und einen 9,7-Zoll-Monitor mit resistivem Touchscreen. Per Monitor können u. a. der Bordcomputer, die Audioanlage und die Zwei-Zonen-Klimaautomatik bedient werden. Seit März 2015 ist auch der 308 GTi mit starken Motorisierungen auf dem Markt. Darüber hinaus werden häufig auch die Style-Sondermodelle in unterschiedlichen Varianten angeboten. Die Ausstattung dieser Sondermodelle basiert auf der Ausstattungslinie Active und fügt weitere Komponenten sowie optionale Pakete hinzu. Bei der Ausstattungslinie GT erhält das Fahrzeug neben einigen optischen Veränderungen im Interieur und Exterieur hin zu einer sportlicheren Erscheinung eine Tieferlegung des Fahrwerkes um −10 mm. Diese Tieferlegung entfällt beim GT-Line-Paket, welches in Verbindung mit der Ausstattungslinie Allure kombiniert werden kann und dann nur die optischen Veränderungen der Ausstattungslinie GT mitbringt.
Der Kofferraum des Kompaktwagens hat ein Volumen von 470 Litern (mit Reserverad 385 Liter), bei umgeklappter Rücksitzbank 1228 Liter. Der SW hat ein Kofferraumvolumen von 610 Litern. Die Rücksitzlehnen des SW lassen sich so umklappen, dass eine ebene Ladefläche entsteht, wobei sich die Rücksitzflächen absenken. Der SW hat dann 1660 Liter Kofferraumvolumen.

## Technik
Der Peugeot 308 basiert auf der Plattform EMP2 von PSA und soll dadurch ca. 140 kg gegenüber seinem Vorgänger einsparen.

### PureTech-Benzinmotoren
Das Kurbelgehäuse wird aus einer Aluminiumlegierung in Gusstechnik mit „verlorener Form“ gegossen. Durch die Integration von Auspuffkrümmer, Kühlwasserthermostatgehäuse und Motorträgern ergibt sich ein leichteres und steiferes Gehäuse mit weniger Einzelteilen. Es handelt sich um eine Open-Deck-Konstruktion. Die Zylinder haben Laufbuchsen. Das typische Wankmoment des Dreizylinders wird durch eine in das Kurbelgehäuse integrierte, gegenläufig zur Kurbelwelle drehende Ausgleichswelle getilgt. Die beiden Nockenwellen sind phasenverstellbar (VVT). Wie beim 1.0 Ecoboost-Motor von Ford läuft der Zahnriemen im Ölbad, was weniger innere Reibung bedeutet. Die Kolbenbolzen, Kolbenringe und die Ventilstößel haben Diamond-Like-Carbon (DLC)-Beschichtungen.
Ab 110 PS (81 kW) wird eine möglichst vollständige Kraftstoffzerstäubung durch Hochdruck-Direkteinspritzung mit bis zu 200 bar Einspritzdruck realisiert. Eine hohe Abgasrückführrate trägt zu einem schadstoffarmen Rohabgas bei.
Ölpumpe und Kühlmittelkreislauf sind bedarfsgeregelt. Zylinderkopf und -block werden mit getrennten Kreisläufen gekühlt (so genanntes Split-Cooling), was einen schnelleren Warmlauf ermöglicht.
Für die Lebensdauer des Motors nennt Peugeot 240.000 km oder 15 Jahre.
Der Puretech-Motor gewann mehrfach den Titel Engine of the Year.
Die 82-PS-Version hat keinen Turbolader.

#### Änderungen 2017
Ottomotoren: Der 1.2 PureTech mit 82 PS ist nicht mehr erhältlich. Der 1.2 PureTech mit 110 PS und der 1.2 PureTech mit 130 PS sind nun mit einem Ottopartikelfilter ausgestattet. Des Weiteren wird der 1.2 PureTech mit 110 PS nun mit einem manuellen Sechsgang-Schaltgetriebe ausgeliefert.
Dieselmotoren: Der 1.6 BlueHDi 100 wurde durch den 1.5 BlueHDi 100 ersetzt; der 1.6 BlueHDi 120 wurde durch den neu entwickelten 1.5 BlueHDi 130 (neue Wärmetauscher und Kolben, die in der Geometrie vom LeMans-Auto 908 abgeleitet sind, neues Abgasreinigungssystem) ersetzt.

### GTi-Version
Beim Peugeot 308 GTi ist ein Torsen-Sperrdifferenzial im Getriebe integriert, welches die Fahrdynamik des Fahrzeuges positiv beeinflusst. Die Sperrwirkung beträgt beim Beschleunigen 37 %, beim Bremsen 30 %.

### Fahrwerk
Der 308 besitzt vorne eine Einzelradaufhängung (Federbeine vorn mit Gasdruckstoßdämpfern) und eine Verbundlenkerhinterachse mit Schraubenfedern hinten.

### Sicherheit
Beim Euro-NCAP-Crashtest erhielt der 308 II im Jahr 2013 fünf von fünf Sternen. Der 308 verfügt serienmäßig über eine elektronische Stabilitätskontrolle und erfüllte die Testanforderungen von Euro NCAP. Für die Vorder- und Rücksitze gibt es eine Anschnallwarnerfunktion und eine vom Fahrer einstellbare Geschwindigkeitsbegrenzung gehört ebenfalls zur Serienausstattung. Zur Sicherheitsausstattung gehört serienmäßig ebenfalls ein Gurtstraffer und Gurtkraftbegrenzer vorn, Fahrer-Frontairbags, Seitenairbags und seitliche Kopfairbags.

### Technische Daten

#### Ottomotoren
- Alle Messwerte beziehen sich auf den 308 (nicht 308 SW).

|                                             | 1.2 PureTech 82            | 1.2 e-THP 110               | 1.2 PureTech 110                                    | 1.2 PureTech 130                                    | 1.6 THP 125                 | 1.6 THP 155                  | 1.6 THP 205 GT               | 1.6 PureTech 225 GT          | 1.6 PureTech 263 GTi         | 1.6 THP 270 GTi              |
| Bauzeitraum                                 | 09/2013–03/2017            | 11/2014–10/2017             | 11/2017–06/2021                                     | 03/2014–06/2021                                     | 07/2013–09/2014             | 09/2013–03/2015              | 01/2015–10/2017              | 11/2017–04/2019              | 07/2018–08/2020              | 06/2015–07/2018              |
| Motorkenndaten                              |                            |                             |                                                     |                                                     |                             |                              |                              |                              |                              |                              |
| Motortyp                                    | R3-Ottomotor               | R3-Ottomotor                | R3-Ottomotor                                        | R3-Ottomotor                                        | R4-Ottomotor                | R4-Ottomotor                 | R4-Ottomotor                 | R4-Ottomotor                 | R4-Ottomotor                 | R4-Ottomotor                 |
| Gemischaufbereitung                         | Saugrohreinspritzung       | Direkteinspritzung          | Direkteinspritzung                                  | Direkteinspritzung                                  | Direkteinspritzung          | Direkteinspritzung           | Direkteinspritzung           | Direkteinspritzung           | Direkteinspritzung           | Direkteinspritzung           |
| Motoraufladung                              | —                          | Turbolader                  | Turbolader                                          | Turbolader                                          | Turbolader                  | Turbolader                   | Turbolader                   | Turbolader                   | Turbolader                   | Turbolader                   |
| Hubraum                                     | 1199 cm³                   | 1199 cm³                    | 1199 cm³                                            | 1199 cm³                                            | 1598 cm³                    | 1598 cm³                     | 1598 cm³                     | 1598 cm³                     | 1598 cm³                     | 1598 cm³                     |
| max. Leistung                               | 60 kW (82 PS) bei 5750/min | 81 kW (110 PS) bei 5500/min | 81 kW (110 PS) bei 5500/min                         | 96 kW (130 PS) bei 5500/min                         | 92 kW (125 PS) bei 6000/min | 115 kW (156 PS) bei 6000/min | 151 kW (205 PS) bei 6000/min | 165 kW (225 PS) bei 5500/min | 193 kW (263 PS) bei 6000/min | 200 kW (272 PS) bei 6000/min |
| max. Drehmoment                             | 118 Nm bei 2750/min        | 205 Nm bei 1500/min         | 205 Nm bei 1500/min                                 | 230 Nm bei 1750/min                                 | 200 Nm bei 1400/min         | 240 Nm bei 1400–4000/min     | 285 Nm bei 1750–4500/min     | 300 Nm bei 1900/min          | 340 Nm bei 2100/min          | 330 Nm bei 1900/min          |
| Kraftübertragung                            |                            |                             |                                                     |                                                     |                             |                              |                              |                              |                              |                              |
| Antrieb, serienmäßig                        | Vorderradantrieb           | Vorderradantrieb            | Vorderradantrieb                                    | Vorderradantrieb                                    | Vorderradantrieb            | Vorderradantrieb             | Vorderradantrieb             | Vorderradantrieb             | Vorderradantrieb             | Vorderradantrieb             |
| Getriebe, serienmäßig                       | 5-Gang-Schaltgetriebe      | 5-Gang-Schaltgetriebe       | 6-Gang-Schaltgetriebe                               | 6-Gang-Schaltgetriebe                               | 6-Gang-Schaltgetriebe       | 6-Gang-Schaltgetriebe        | 6-Gang-Schaltgetriebe        | 8-Stufen-Automatik           | 6-Gang-Schaltgetriebe        | 6-Gang-Schaltgetriebe        |
| Getriebe, optional                          | —                          | —                           | —                                                   | 6-Stufen-Automatik 8-Stufen-Automatik               | —                           | —                            | —                            | —                            | —                            | —                            |
| Messwerte                                   |                            |                             |                                                     |                                                     |                             |                              |                              |                              |                              |                              |
| Höchstgeschwindigkeit                       | 171 km/h                   | 188 km/h                    | 191–197 km/h                                        | 200–207 km/h [200–204 km/h]                         | 203 km/h                    | 213 km/h                     | 235 km/h                     | 235 km/h                     | 250 km/h                     | 250 km/h                     |
| Beschleunigung, 0–100 km/h                  | 13,3–15,2 s                | 11,1 s                      | 10,0–11,1 s                                         | 9,6–9,7 s [9,1–9,4 s]                               | 10,4 s                      | 9,3 s                        | 7,5 s                        | 7,4 s                        | 6,0 s                        | 6,0 s                        |
| Kraftstoffverbrauch auf 100 km (kombiniert) | 5,0 l Super                | 4,6 l Super                 | 4,6–5,0 l Super                                     | 4,6–4,8 l Super [4,6–5,2 l Super]                   | 5,6–5,8 l Super             | 5,8 l Super                  | 5,6 l Super                  | 5,7 l Super                  | 6,5 l Super                  | 6,0 l Super                  |
| CO2-Emission (kombiniert)                   | 114 g/km                   | 105 g/km                    | 104–114 g/km                                        | 105–110 g/km                                        | 129–134 g/km                | 134 g/km                     | 130 g/km                     | 132 g/km                     | 148 g/km                     | 139 g/km                     |
| Abgasnorm nach EU-Klassifikation            | Euro 5                     | Euro 6                      | Euro 6 ab 11/2017: Euro 6d-TEMP ab 07/2019: Euro 6d | Euro 6 ab 11/2017: Euro 6d-TEMP ab 07/2019: Euro 6d | Euro 5                      | Euro 5                       | Euro 6                       | Euro 6d-TEMP                 | Euro 6d-TEMP                 | Euro 6                       |

#### Dieselmotoren
- Alle Messwerte beziehen sich auf den 308 (nicht 308 SW).

|                                             | 1.6 HDi 92 (FAP)               | 1.6 BlueHDi 100 (FAP)          | 1.5 BlueHDi 100                | 1.6 e-HDi FAP 115 (Stop & Start) | 1.6 BlueHDi 120 (FAP)               | 1.5 BlueHDi 130                     | 2.0 BlueHDi 150 (FAP) (Stop & Start) | 2.0 BlueHDi 180 GT               | 2.0 BlueHDi 180 GT (FAP) (EAT6) |
| Bauzeitraum                                 | 09/2013–03/2015                | 03/2014–03/2018                | 03/2018–11/2020                | 09/2013–03/2015                  | 03/2014–02/2018                     | 09/2017–06/2021                     | 03/2014–02/2018                      | 09/2017–07/2020                  | 01/2015–05/2017                 |
| Motorkenndaten                              |                                |                                |                                |                                  |                                     |                                     |                                      |                                  |                                 |
| Motortyp                                    | R4-Dieselmotor                 | R4-Dieselmotor                 | R4-Dieselmotor                 | R4-Dieselmotor                   | R4-Dieselmotor                      | R4-Dieselmotor                      | R4-Dieselmotor                       | R4-Dieselmotor                   | R4-Dieselmotor                  |
| Gemischaufbereitung                         | Common-Rail-Direkteinspritzung | Common-Rail-Direkteinspritzung | Common-Rail-Direkteinspritzung | Common-Rail-Direkteinspritzung   | Common-Rail-Direkteinspritzung      | Common-Rail-Direkteinspritzung      | Common-Rail-Direkteinspritzung       | Common-Rail-Direkteinspritzung   | Common-Rail-Direkteinspritzung  |
| Motoraufladung                              | Turbolader                     | Turbolader                     | Turbolader                     | Turbolader                       | Turbolader                          | Turbolader                          | Turbolader                           | Turbolader                       | Turbolader                      |
| Hubraum                                     | 1560 cm³                       | 1560 cm³                       | 1499 cm³                       | 1560 cm³                         | 1560 cm³                            | 1499 cm³                            | 1997 cm³                             | 1997 cm³                         | 1997 cm³                        |
| max. Leistung                               | 68 kW (92 PS) bei 4000/min     | 73 kW (99 PS) bei 3750/min     | 75 kW (102 PS) bei 3500/min    | 85 kW (116 PS) bei 3600/min      | 88 kW (120 PS) bei 3500/min         | 96 kW (130 PS) bei 3750/min         | 110 kW (150 PS) bei 4000/min         | 130 kW (177 PS) bei 3750/min     | 133 kW (181 PS) bei 3750/min    |
| max. Drehmoment                             | 230 Nm bei 1750/min            | 254 Nm bei 1750/min            | 250 Nm bei 1750/min            | 270 Nm bei 1750/min              | 300 Nm bei 1750/min                 | 300 Nm bei 1750/min                 | 370 Nm bei 2000/min                  | 400 Nm bei 2000/min              | 400 Nm bei 2000/min             |
| Kraftübertragung                            |                                |                                |                                |                                  |                                     |                                     |                                      |                                  |                                 |
| Antrieb, serienmäßig                        | Vorderradantrieb               | Vorderradantrieb               | Vorderradantrieb               | Vorderradantrieb                 | Vorderradantrieb                    | Vorderradantrieb                    | Vorderradantrieb                     | Vorderradantrieb                 | Vorderradantrieb                |
| Getriebe, serienmäßig                       | 5-Gang-Schaltgetriebe          | 5-Gang-Schaltgetriebe          | 6-Gang-Schaltgetriebe          | 6-Gang-Schaltgetriebe            | 6-Gang-Schaltgetriebe               | 6-Gang-Schaltgetriebe               | 6-Gang-Schaltgetriebe                | 8-Stufen-Automatik               | 6-Stufen-Automatik              |
| Getriebe, optional                          | —                              | —                              | —                              | —                                | [6-Stufen-Automatik]                | [8-Stufen-Automatik] (seit 03/2018) | [6-Stufen-Automatik]                 | —                                | —                               |
| Messwerte                                   |                                |                                |                                |                                  |                                     |                                     |                                      |                                  |                                 |
| Höchstgeschwindigkeit                       | 178 km/h                       | 186 km/h                       | 186 km/h                       | 191 km/h                         | 196 km/h                            | 204 km/h [206 km/h]                 | 211 km/h [209 km/h]                  | 225 km/h                         | 220 km/h                        |
| Beschleunigung, 0–100 km/h                  | 12,8 s                         | 11,3 s                         | 11,5 s                         | 10,2 s                           | 9,7 s [9,5 s]                       | 9,8 s [9,4 s]                       | 8,6 s [8,7 s]                        | 8,2 s                            | 8,4 s                           |
| Kraftstoffverbrauch auf 100 km (kombiniert) | 3,6–3,8 l Diesel               | 3,5 l Diesel                   | 3,8 l Diesel                   | 3,7–3,8 l Diesel                 | 3,1–3,2 l Diesel [3,5-3,8 l Diesel] | 3,5–3,7 l Diesel [3,6-3,7 l Diesel] | 3,8–4,2 l Diesel                     | 4,4 l Diesel                     | 4,0–4,1 l Diesel                |
| CO2-Emission (kombiniert)                   | 95–99 g/km                     | 92 g/km                        | 99 g/km                        | 95–100 g/km                      | 82–84 g/km [95–101 g/km]            | 93–96 g/km [94–97 g/km]             | 99–111 g/km                          | 116 g/km                         | 103–107 g/km                    |
| Abgasnorm nach EU-Klassifikation            | Euro 5                         | Euro 6                         | Euro 6d-TEMP                   | Euro 5                           | Euro 6                              | Euro 6d-TEMP ab 11/2020: Euro 6d    | Euro 6                               | Euro 6d-TEMP ab 07/2019: Euro 6d | Euro 6                          |

## Neuzulassungen
In Deutschland wurden nach Angaben des Kraftfahrt-Bundesamtes in den Jahren 2013 bis 2015 35.394 Peugeot 308 neu zugelassen. In dieser Statistik wird nicht zwischen 308 I, 308 II und 308 CC unterschieden.
| Jahr | Neuzulassungen | darunter mit Diesel-Antrieb | darunter gewerbliche Halter | darunter 308 CC |
| ---- | -------------- | --------------------------- | --------------------------- | --------------- |
| 2020 | 07.450         | 3.414                       | 75,5 %                      |                 |
| 2019 | 13.151         | 5.700                       | 70,9 %                      |                 |
| 2018 | 12.532         | 6.770                       | 70,1 %                      |                 |
| 2017 | 11.721         | 7.298                       | 77,7 %                      |                 |
| 2016 | 14.775         | 9.585                       | 75,1 %                      |                 |
| 2015 | 14.739         | 8.684                       | 73,1 %                      | 0 575           |
| 2014 | 11.716         | 6.990                       | 66,4 %                      | 1.119           |
| 2013 | 08.939         | 6.120                       | 75,9 %                      | 1.889           |

In Frankreich wurden im Jahr 2014 60.841 Peugeot 308 II neu zugelassen. Damit lag der 308 II auf Platz 4 der Neuzulassungen in Frankreich. 2013 waren es 13.411 Neuzulassungen.

## Sonstiges
Der 308 wurde von Autojournalisten zum „Car of the Year 2014“ gewählt.
Der 308 SW erhielt 2014 einen Red Dot Design Award.
Bei dem spanischen Testinstitut Km77 erzielte der Peugeot 308 im Jahr 2017 im Elchtest eines der besten Ergebnisse aller bis dahin von diesem Testinstitut getesteten Autos.